# In Rainbows
In Rainbows — сьомий студійний альбом англійського рок-гурту Radiohead. Він був випущений 10 жовтня 2007 року у вигляді цифрового завантаження, після чого 3 грудня 2007 року вийшов у роздріб на лейблі XL Recordings, а 1 січня 2008 року — у Північній Америці на лейблі TBD Records. Це був перший реліз Radiohead після того, як їхній контракт із лейблом EMI закінчився після виходу альбому Hail to the Thief (2003).
Radiohead почали роботу над In Rainbows на початку 2005 року. У 2006 році, після того, як їхні сесії з продюсером Спайком Стентом виявилися безрезультатними, вони знову звернулися до свого постійного продюсера Найджела Ґодріча. Radiohead записувалися у заміських будинках Галсвелл-хаус і Тоттенгем-хаус, у лондонській Hospital Club та у своїй студії в Оксфордширі. Тексти пісень менш політичні та більш особисті, ніж у попередніх альбомах гурту.
Radiohead випустили In Rainbows онлайн без попередньої реклами і дозволили фанатам самим встановлювати ціну, заявивши, що це звільнило їх від традиційних рекламних форматів і усунуло бар'єри для аудиторії. Це був перший подібний реліз великого гурту, який привернув увагу міжнародних ЗМІ. Багато хто хвалив Radiohead за те, що вони кинули виклик старим моделям і знайшли нові способи зв'язку з шанувальниками, тоді як інші вважали, що це створило небезпечний прецедент за рахунок менш успішних артистів.
Radiohead просували In Rainbows за допомогою синглів «Jigsaw Falling into Place» і «Nude», а також веб-трансляцій, музичних відео, конкурсів і світового турне. Роздрібний реліз очолив UK Albums Chart і американський Billboard 200, а до жовтня 2008 року було продано понад три мільйони копій по всьому світу. Платівка стала бестселером 2008 року і отримала платиновий статус у Великій Британії та Канаді, а також золотий — у США, Бельгії та Японії. In Rainbows отримав нагороди Ґреммі за «Найкращий альбом альтернативної музики» та «Найкращу упаковку у вигляді бокс-сету або спеціального обмеженого видання», а також був визнаний одним з найкращих альбомів року та десятиліття за версією різних видань. Rolling Stone включив In Rainbows до свого оновленого списку 500 найкращих альбомів усіх часів.

## Передумови
У 2004 році, після завершення світового турне на підтримку свого шостого студійного альбому Hail to the Thief, Radiohead взяли паузу. Оскільки Hail to the Thief був останнім альбомом, випущеним з EMI, вони більше не мали контрактних зобов'язань випускати новий матеріал. Барабанщик Філіп Селвей сказав, що Radiohead все ще хотіли створювати музику, але взяли перерву, щоб зосередитися на інших сферах свого життя, і що закінчення контракту стало природним моментом для паузи і роздумів. The New York Times описав Radiohead як «на сьогоднішній день найпопулярніший гурт у світі, що не підписаний на лейбл».
У 2005 році співак і автор пісень Том Йорк з'явився у веб-серіалі From the Basement, виконавши майбутні треки In Rainbows «Videotape», «Down is the New Up» і «Last Flowers». 2006 року він випустив свій перший сольний альбом The Eraser. Соло-гітарист Джонні Ґрінвуд також написав свої перші сольні роботи — саундтреки Bodysong (2004) і There Will Be Blood (2007).

## Запис
У березні 2005 року Radiohead почали писати і записувати пісні у своїй студії в Оксфордширі. Спочатку вони вирішили працювати без свого постійного продюсера Найджела Ґодріча. За словами гітариста Еда О'Браєна, «ми були трохи в зоні комфорту … Ми працювали разом вже 10 років, і ми всі дуже любили один одного». Басист Колін Ґрінвуд пізніше спростував це, заявивши, що Ґодріч був зайнятий роботою з Шарлоттою Генсбур і Беком. На фестивалі Ether у липні 2005 року Джонні Ґрінвуд і Йорк виконали версію майбутнього треку In Rainbows «Weird Fishes/Arpeggi» з Лондонською симфонієтою та Арабським оркестром Назарету.

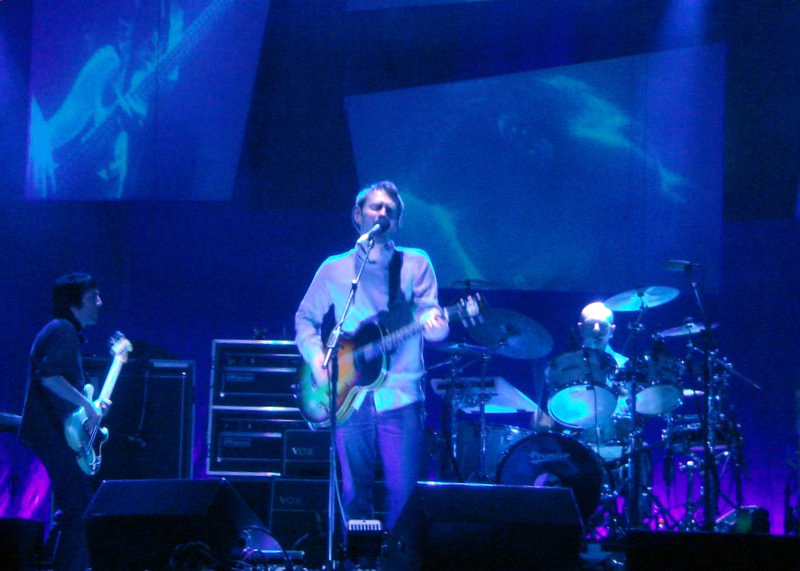
Radiohead під час виступу в Грецькому театрі, Берклі, Каліфорнія, 2006 рік. Radiohead використовували цей тур для тестування пісень, пізніше записаних для альбому In Rainbows.

У серпні розпочалися регулярні сесії запису, і Radiohead періодично інформували шанувальників про свій прогрес у новому блозі Dead Air Space. Сесії проходили повільно, і гурт намагався відновити у собі впевненість. За словами Йорка, «ми провели багато часу в студії, просто нікуди не йдучи, марнуючи час, і це дуже, дуже засмучувало». Свій повільний прогрес вони пояснювали відсутністю імпульсу після перерви, відсутністю дедлайну і продюсера, а також тим фактом, що всі учасники стали батьками.
У грудні 2005 року Radiohead найняли продюсера Спайка Стента, який працював з такими виконавцями, як U2 та Б'єрк, щоб допомогти їм опрацювати свій матеріал. Стент прослухав їхню саморобну роботу і погодився, що вона була низькопробною. Співпраця зі Стентом виявилася невдалою.
Оскільки прогрес був недостатнім, менеджмент Radiohead запропонував їм розпуститися. Браян Месседж, один із їхніх менеджерів, пізніше сказав: «Потрібно бути чесними, якщо нічого не виходить. Потрібно мати пристрасть до того, що ти робиш». О'Браєн сказав, що Radiohead вирішили продовжити, оскільки «коли ви пройшли через весь цей непотріб і дурниці, то в основі цих пісень справді було щось хороше». Він вважав, що In Rainbows може стати останнім альбомом Radiohead і був мотивований бажанням закріпити їхню спадщину як великого гурту.
В намаганні подолати застій, Radiohead вирішили вирушити в тур вперше з 2004 року. Вони виступили в Європі та Північній Америці в травні та червні 2006 року, а потім повернулися до Європи для кількох фестивалів у серпні, виконуючи багато нових пісень. За словами Йорка, тур змусив їх завершити написання пісень. Він сказав: «Замість того, щоб бути кошмаром, це було справді дуже весело, бо раптом всі стали спонтанними і ніхто не почувався незручно, бо ми не були в студії… Це було як повернення до 16-річного віку».

### Сесії Найджела Ґодріча

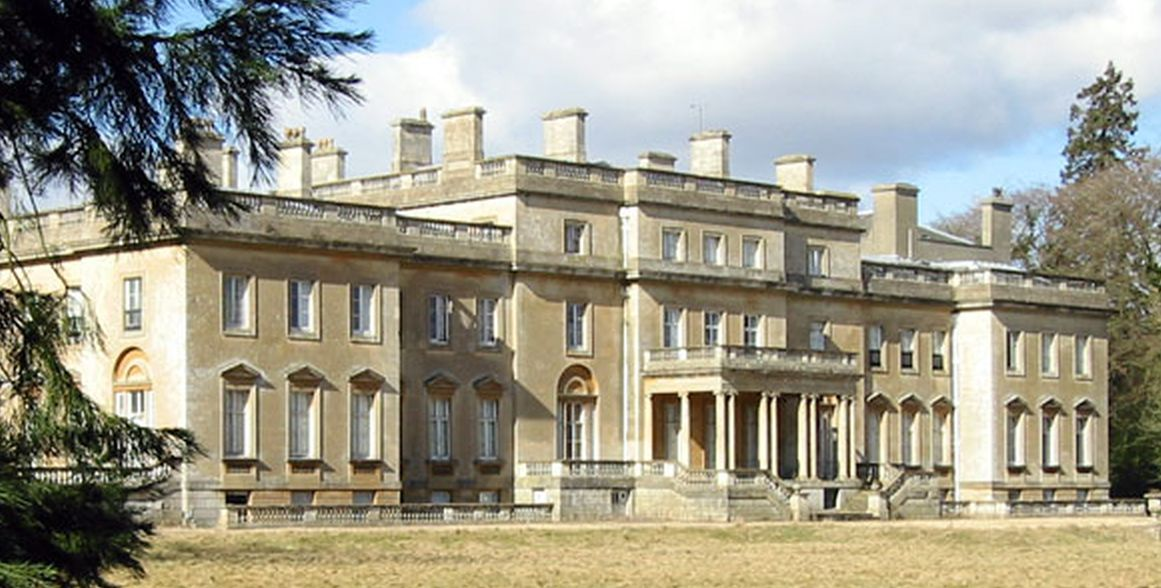
Тоттенгем-хаус, Вілтшир

Після туру Radiohead відкинули записи, зроблені з Стентом, і знову запросили Ґодріча. За словами Йорка, Ґодріч дав їм «потужного поштовху». Щоб зосередити їх, Ґодріч переніс їхні ритм-доріжки на одну, щоб вони не могли бути змінені далі. За словами Коліна, «Ідея полягала в тому, щоб змусити нас зробити вибір… Це було ніби ми самі себе семплуємо. І коли ти змішуєш звуки так, вони взаємодіють, вони маринуються, вони взаємодіють один з одним… Вони роблять маленьких звукових дітей». Йорк сказав, що гурт намагався створити «відчуття безтілесності», використовуючи елементи з різних версій пісень. Наприклад, «All I Need» була зібрана з уривків чотирьох різних версій.

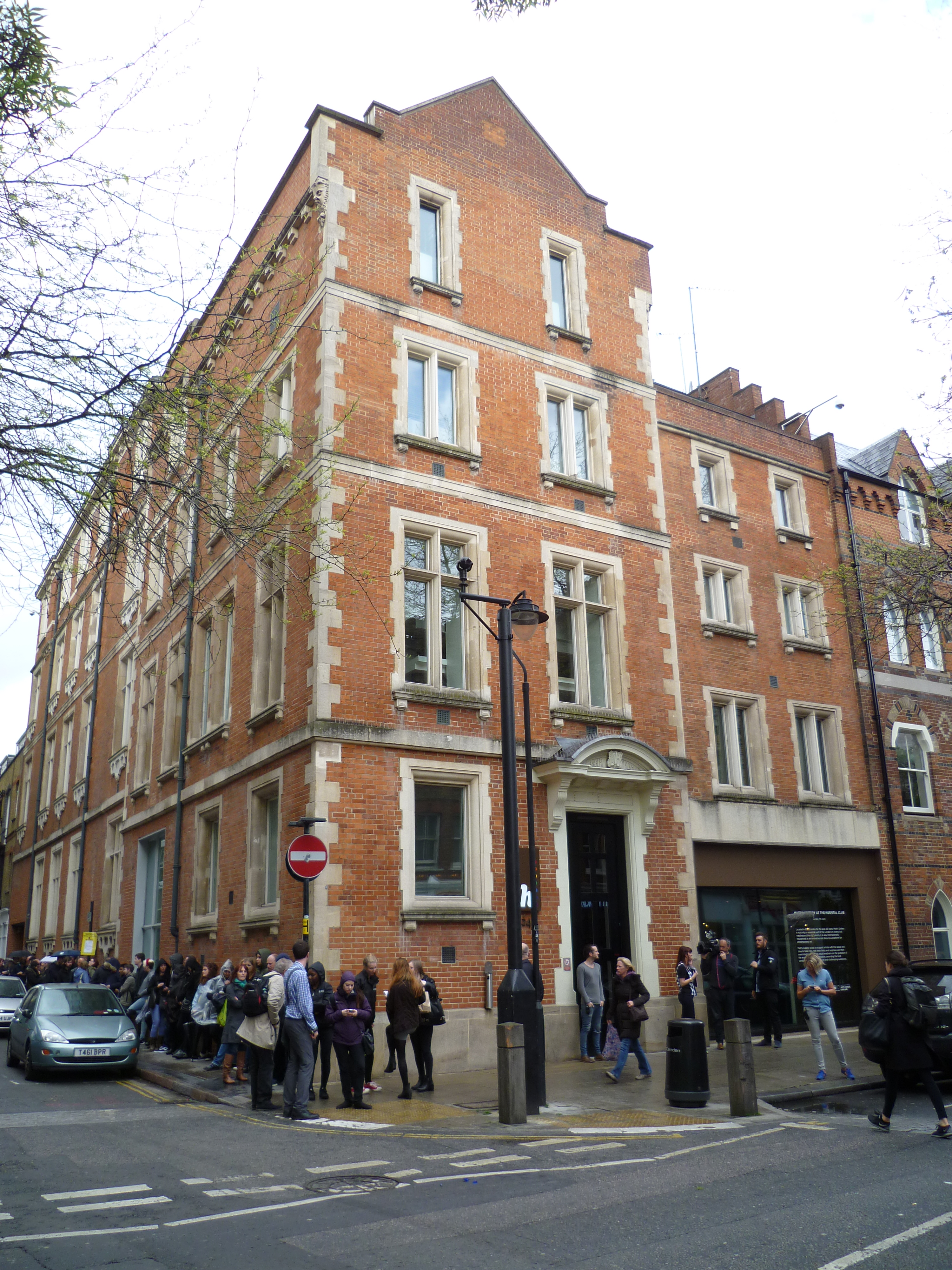
The Hospital Club, Лондон

Протягом трьох тижнів у жовтні 2006 року Radiohead працювали в Тоттенгем-хаус у Марлборо, графство Вілтшир, у сільському будинку, який Ґодріч знайшов для них. Члени гурту жили в караванах, оскільки будівля перебувала в занедбаному стані. Йорк описав його як «занедбаний у найстрогішому сенсі цього слова, де на підлозі є дірки, дощ просочується через стелю, половина вікон розбита… Була частина місць, куди просто не можна було йти. Це безумовно вплинуло. Там було досить дивне відчуття». Сесії були продуктивними, і гурт записав пісні «Jigsaw Falling into Place» та «Bodysnatchers». Йорк написав на Dead Air Space, що Radiohead «нарешті почали запис альбому… думаю, ми починаємо рухатися в правильному напрямку. Нарешті». Radiohead використовували кілька гітар, позичених у гітариста Джонні Марра, зокрема 1957 Gibson Les Paul Gold Top і 1964 Gibson SG. Колін отримав тимчасову втрату слуху та тинітус через несправні навушники.
У грудні 2006 року сесії проходили у Галсвелл-хаус у Тонтоні та в студії Ґодріча в Hospital Club у Ковент-Гардені, Лондон, де Radiohead записали «Videotape» і завершили «Nude». У січні Radiohead відновили запис у своїй студії в Оксфордширі та почали публікувати фотографії, тексти, відео та семпли нових пісень на Dead Air Space. У червні, завершивши запис, Ґодріч виклав уривки пісень на Dead Air Space.
Відчуваючи, що Hail to the Thief вийшов занадто довгим, Radiohead захотіли, щоб їхній наступний альбом був лаконічним. Йорк сказав: «Я вірю в рок-альбом як у форму художнього вираження. In Rainbows — це свідоме повернення до цієї форми 45-хвилинної заяви… Нашою метою було описати за 45 хвилин, якнайпослідовніше і найповніше, що нас рухає». Вони зупинилися на 10 піснях, зберігши решту для бонусного диска, який був включений у обмежене видання. Йорк записав «Last Flowers», яка потрапила на бонусний диск, під час сесій Eraser. In Rainbows був відмастерований Бобом Людвігом у липні 2007 року в Gateway Mastering, Нью-Йорк.

## Музика
In Rainbows поєднує елементи артроку, експериментальної рок-музики, альтернативного року, артпопу та електроніки. О'Браєн сказав, що Radiohead вагалися створювати «епічний» альбом, оскільки вони асоціювали це з негативним образом стадіонного року. Однак він погодився, що «епічність також пов'язана з красою, як величний краєвид, і те, що ми зробили на цьому альбомі, — це дозволити пісням бути епічними, коли це необхідно». Він навів «Weird Fishes/Arpeggi» як приклад пісні, яка «очевидно епічна за масштабом». Йорк сказав, що Radiohead вважали In Rainbows «нашим класичним альбомом, нашим Transformer, нашим Revolver, нашим Hunky Dory».
Йорк сказав, що тексти пісень були засновані на «цьому анонімному страху, сидячи в пробці, думаючи: 'Я точно маю робити щось інше'». Він порівняв їх із альбомом Radiohead 1997 року OK Computer, але «набагато більш жахливими». Він зазначив, що, на відміну від Hail to the Thief, в In Rainbows «дуже мало гніву»: «Цей альбом зовсім не політичний, або, принаймні, не здається таким для мене. Він дуже сильно досліджує ідеї тимчасовості. Він починається в одному місці і закінчується в зовсім іншому». В іншому інтерв'ю Йорк сказав, що альбом про смертність і усвідомлення того, що він може померти в будь-який момент. О'Браєн описав тексти як універсальні і такі, що стосуються «людськості», без політичної мети. Назва In Rainbows була обрана, тому що вона є відкритою і не провокаційною чи поляризуючою, і відображала художнє оформлення Донвуда.
Відкриваюча пісня, «15 Step», має п'ятикратний розмір і ритм із хлопками, натхненний піснею «Fuck the Pain Away» гурту Peaches. Radiohead записали дитячі викрики з Matrix Music School & Arts Centre в Оксфорді. «Bodysnatchers», яку Йорк описав як поєднання Wolfmother, Neu! і «хитромудрого хіпі-року», була записана, коли він перебував у періоді «гіперактивної манії». Текст пісні був натхнених вікторіанськими містичними оповідями, романом 1972 року Степфордські дружини та відчуттям Йорка «фізичної свідомості, яка застрягла, не в змозі повністю зв'язатися з чимось іншим».
На «All I Need» Джонні Ґрінвуд хотів зафіксувати білий шум, який виникає, коли група грає голосно в кімнаті, що ніколи не трапляється в студії. Його рішенням було попросити струнний квартет зіграти кожну ноту гами, покриваючи всі частоти. Radiohead записали версію «Nude» під час сесій для OK Computer, але відкинули її. Ця версія включала орган Гаммонда, «пряміший» настрій і інший текст. Для In Rainbows Колін Грінвуд написав нову бас-лінію, яка, за словами Ґодріча, «перетворила її з чогось дуже прямого на щось таке, що мало набагато більше ритмічного потоку».
«Reckoner» розвивалася, поки Radiohead працювали над іншою піснею, «FeelingPulledApartByHorses». Вона включає фальцет Йорка, «крижану, дзвінку» перкусію, «блукаючу» гітарну лінію, піаніно та струнні, аранжовані Джонні Ґрінвудом. Йорк описав її як «пісню про кохання… типу того». Він сказав, що рядок «because we separate like ripples on a blank shore» («тому що ми розділяємося, як хвилі на порожньому березі») є центром In Rainbows, і що «everything's leading to that point and then going away from that point» («все веде до цієї точки, а потім йде від неї»). Він описав «House of Cards» як «спокійну і літню» і порівняв її з інструментальною піснею 1968 року «Albatross» гурту Fleetwood Mac. Майк Дайвер з Drowned in Sound описав «Jigsaw Falling into Place» як «попрок з басом, що змушує качати головою». Тексти пісні були натхнені хаосом, який Йорк спостерігав, коли випивав в Оксфорді, поєднанням ейфорії і «набагато темнішої сторони».
Йорк сказав, що написання «Videotape» було «абсолютною мукою», і що пісня «пройшла через всі можливі параметри». Спочатку він хотів, щоб це була «пост-рейв трансова композиція», схожа на музику Surgeon, і зазначив, що Джонні Ґрінвуд «був одержимий» зміщенням початку такту. На турі 2006 року Radiohead виконували «Videotape» у більш традиційному рок-аранжуванні, де барабани Селвея нарощували напругу до кульмінації. Для альбому Ґодріч і Ґрінвуд зменшили пісню до мінімалістичної піанінної балади з перкусією драм-машини Roland TR-909.

## Художнє оформлення
Оформлення In Rainbows створив постійний співавтор Radiohead Стенлі Донвуд. Донвуд працював у студії одночасно з роботою гурту над альбомом, щоб передати настрій музики через візуальне мистецтво. Він показував зображення у студії та на комп'ютері, щоб музиканти могли взаємодіяти з ними та висловлювати свої думки. Донвуд також щодня публікував зображення на сайті Radiohead, проте жодне з них не увійшло до фінального оформлення альбому.
Донвуд експериментував із фотогравюрою, занурюючи відбитки в кислотні ванни і розбризкуючи віск на папері, створюючи зображення, натхненні фотографіями космосу від NASA. Спочатку він планував досліджувати тему приміського життя, але зрозумів, що це не відповідає духу альбому, зазначивши: «Музика змінила напрямок і стала набагато органічнішою, чуттєвою та сексуальною, тому я почав працювати з воском і шприцами». Донвуд описав фінальне оформлення як «дуже яскраве ... Це веселка, але вона токсична, більше схожа на ту, що видно в калюжі». Radiohead не розкривали обкладинку до офіційного релізу альбому. До обмеженого видання увійшов буклет із додатковими роботами Донвуда.

## Реліз
1 жовтня 2007 року Джонні Ґрінвуд оголосив про вихід альбому на блозі Radiohead, написавши: «Ну що ж, новий альбом готовий, і він вийде через 10 днів; ми назвали його In Rainbows». У дописі було посилання на сайт inrainbows.com, де користувачі могли попередньо замовити MP3-версію альбому за будь-яку ціну, включно з £0.
Цей реліз став визначною подією у використанні моделі «плати, скільки хочеш» для продажу музики. Ідею запропонували менеджери Radiohead, Брайс Едж і Кріс Гаффорд, у квітні 2007 року. За словами Селвея: «Оскільки [альбом] створювався доволі довго, наші менеджери часом просто нудьгували й вигадували різні ідеї. І саме ця ідея справді закріпилася". Колін Ґрінвуд пояснив таку форму релізу як спосіб уникнути «регульованих плейлистів» і «вузьких форматів» радіо й телебачення, забезпечивши водночас, щоб слухачі з усього світу змогли почути музику одночасно, а також запобігти витокам перед фізичним випуском. Він наголосив, що це рішення не було зумовлене фінансовими міркуваннями, і якби мотивом Radiohead були гроші, вони б прийняли пропозицію Universal Records.

### Формати та розповсюдження
Для завантаження In Rainbows Radiohead співпрацювали з мережевим провайдером PacketExchange, щоб обійти перевантажені публічні інтернет-сервери, використовуючи менш завантажену приватну мережу. Альбом був представлений у вигляді ZIP-файлу, який містив десять треків у форматі MP3 з бітрейтом 160 кбіт/с, без DRM-захисту, що дозволяло слухачам вільно володіти музикою без будь-яких обмежень. Поширення розпочалося 10 жовтня 2007 року близько 5:30 ранку за Гринвічем і тривало до 10 грудня, коли можливість завантаження була припинена.
Radiohead також продавали лімітоване видання під назвою «discbox» через свій вебсайт. Воно включало альбом на CD, дві 12-дюймові вінілові платівки формату 45 обертів на хвилину з артворком і буклетами з текстами пісень, а також In Rainbows Disk 2 — CD із вісьмома додатковими треками, цифровими фотографіями та художніми роботами, упакованими у тверду обкладинку зі сліпкейсом. Лімітоване видання почали відправляти в грудні 2007 року. У червні 2009 року Radiohead зробили бонус-диск In Rainbows доступним для завантаження на своєму сайті за ціною £6.
Radiohead відкинули ідею виключно інтернет-дистрибуції, зазначивши, що 80 % людей все ще купують фізичні носії, і наголосили, що важливо мати «артефакт» або «об'єкт». Для роздрібного випуску Radiohead зберегли права власності на записи та композиції, але ліцензували музику звукозаписним лейблам. Ліцензійні угоди управлялися видавцем Radiohead — Warner Chappell Music Publishing.
In Rainbows був випущений на CD та вінілі в Японії компанією BMG 26 грудня 2007 року, в Австралії 29 грудня 2007 року лейблом Remote Control Records, а в Сполучених Штатах Америки лейблом ATO під імпринтом TBD Records і в Канаді лейблами MapleMusic та Fontana 1 січня 2008 року. В інших країнах альбом вийшов 31 грудня 2007 року через незалежний лейбл XL Recordings, який також випустив сольний альбом Йорка The Eraser. CD-версія альбому була упакована в картонну упаковку, що містила диск, буклет з текстами пісень і кілька стікерів, які можна було наклеїти на порожній коробці для створення обкладинки. In Rainbows став першим альбомом Radiohead, доступним для завантаження в кількох цифрових музичних магазинах, таких як iTunes Store та Amazon MP3. 10 червня 2016 року альбом було додано до стрімінгового сервісу Spotify.

### Реакція
Реліз за моделлю «плати, скільки хочеш», перший для великого музичного виконавця, привернув міжнародну увагу ЗМІ та спричинив дебати щодо наслідків для музичної індустрії. За версією Mojo, це було «оголошено революцією в тому, як великі гурти продають свою музику», а реакція ЗМІ була «майже переважно позитивною». Time назвав цей реліз «легко найбільш важливим у новітній історії музичного бізнесу». Джон Парелес із The New York Times написав, що «для виснаженої записної індустрії Radiohead започаткували найбільш зухвалий експеримент за останні роки». NME зазначив, що «музичний світ наче кілька разів зрушив з місця», і похвалив той факт, що всі, від фанів до критиків, мали доступ до альбому одночасно, назвавши це незвичайним «моментом єдності».
Співак U2, Боно, похвалив Radiohead за «відвагу та уяву в спробі знайти нові стосунки зі своєю аудиторією». Репер Jay-Z назвав реліз «геніальним», а співачка Кортні Лав написала у своєму блозі: «Камікадзе у мені хоче зробити те саме. Я вдячна Radiohead за те, що вони зробили перший крок.» У 2010-х роках Gigwise і DIY визнали In Rainbows першим «сюрприз-альбомом» — великим альбомом, випущеним без попередньої реклами, випередивши таких виконавців, як Бейонсе та U2.
Реліз також викликав критику. Трент Резнор з Nine Inch Nails вважав, що альбом не пішов достатньо далеко, і звинуватив Radiohead у використанні стисненого цифрового релізу як приманки, щоб просунути традиційний продаж альбому. Наступного року Резнор випустив свій шостий альбом, Ghosts I-IV, під ліцензією Creative Commons. Співачка Лілі Аллен назвала реліз «зарозумілим» і сказала, що він посилає поганий сигнал менш успішним виконавцям, заявивши: «Ви не вирішуєте, як платити за яйця. Чому для музики це повинно бути інакше?» Басистка Sonic Youth Кім Гордон сказала, що реліз «виглядав дуже орієнтованим на спільноту, але не був націлений на їхніх музичних братів і сестер, які не продають стільки альбомів [як Radiohead]. Це змушує інших виглядати погано, якщо вони не пропонують свою музику за будь-яку ціну.» Журналіст The Guardian Вілл Годкінсон стверджував, що Radiohead зробили неможливим заробіток для менш успішних музикантів на своїй музиці.

### Відповідь від Radiohead
Відповідаючи на критику, Джонні Ґрінвуд сказав, що Radiohead реагували на культуру безкоштовного скачування музики, яку він порівняв з легендою про короля Канута: «Неможливо заперечувати, що потоп триває.» Колін додав, що критика стосується «всіх цих додаткових питань і забуває про первісний потяг людей до того, щоб ділитися та насолоджуватися музикою. І завжди буде спосіб знайти гроші чи заробіток на цьому.» Йорк сказав BBC: «Ми маємо моральне виправдання в тому, що ми зробили, оскільки великі компанії та велика інфраструктура музичної індустрії не вирішили, як артисти можуть безпосередньо спілкуватися зі своїми фанатами… Вони не лише стають на заваді, але й забирають всі гроші.»
Менеджери Radiohead відрізнялися від решти музичної індустрії і вважали, що некомерційний обмін файлами через peer-to-peer мережі слід легалізувати. Вони захищали випуск альбому як «рішення для Radiohead, а не для індустрії» і сумнівалися, що «це спрацює так само [для Radiohead] знову». Radiohead не використовували систему «плати, скільки хочеш» для своїх наступних релізів.
У лютому 2013 року Йорк сказав в інтерв'ю The Guardian, що хоча Radiohead сподівалися підривати корпоративну музичну індустрію з альбомом In Rainbows, він побоювався, що вони натомість зіграли на користь контент-постачальників, таких як Apple та Google: «Вони повинні продовжувати перетворювати все на товар, щоб підтримувати високу ціну акцій, але при цьому зробили весь контент, включаючи музику та газети, безцінним, щоб заробляти свої мільярди. І це те, чого ми хочемо?»

### Піратство
Реліз відбувся в той час, коли продажі CD скорочувалися через інтернет-піратство. Анонімний керівник однієї з великих європейських лейблів сказав Time: «Це здається ще одним дзвоном смерті. Якщо найкращий гурт у світі не хоче мати з нами справу, я не знаю, що залишилось для цього бізнесу.» За даними компанії BigChampagne, яка вимірює медіа, в день релізу близько 400 000 копій In Rainbows було піратськи завантажено через торрент. До 3 листопада альбом був поширений 2,3 мільйона разів. Частина піратських завантажень була спричинена тим, що офіційний сайт не витримав навантаження.
Менеджер U2, Пол МакГіннесс, сказав, що 60-70 % фанатів Radiohead завантажили In Rainbows піратським шляхом, і вважав це показником того, що стратегія Radiohead зазнала невдачі. Однак BigChampagne дійшли висновку, що музичній індустрії не слід вважати піратство втраченими продажами, адже Radiohead продемонстрували, що навіть безкоштовний реліз не стримує піратство. За цим звітом, Wired підсумували, що «втративши бій за електронні адреси тих, хто завантажив їх альбом через торрент, [Radiohead] насправді виграли загальну війну за увагу публіки — а це вже не просте досягнення в наш час». У статті до десятої річниці альбому NME заявили, що Radiohead показали, що найкраща відповідь на піратство — це дослідження альтернативних шляхів зв'язку з фанатами, пропонуючи контент за різними цінами: «Елемент 'плати скільки хочеш' не має бути сліпо наслідуваним… Це готовність спробувати нове та зв'язок з фанатами зробили його успішним і мають бути натхненням.»

### Суперечка з ЕМІ

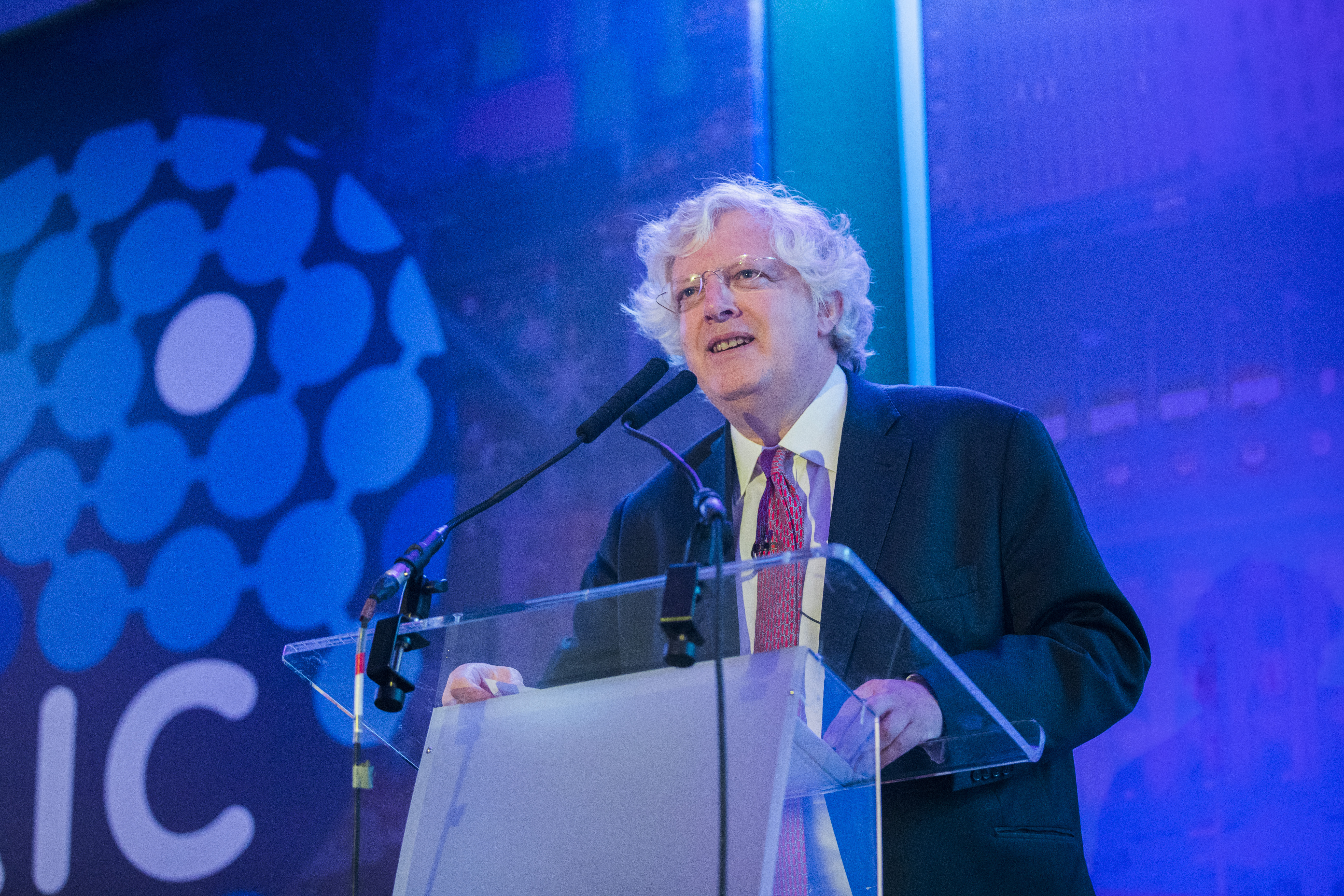
Власник EMI Ґай Хендс (на фото у 2019 році) конфліктував з Radiohead у публічних заявах.

Оскільки контракт Radiohead з EMI закінчився в 2003 році, вони записували In Rainbows без допомоги лейблу. Невдовзі перед початком роботи Йорк сказав журналу Time: «Мені подобаються люди в нашій звукозаписній компанії, але настав момент, коли потрібно поставити питання, навіщо взагалі когось мати. І так, нам, ймовірно, принесло б певне задоволення сказати 'ідіть в дупу' цій занепадаючій бізнес-моделі».
У серпні 2007 року, коли Radiohead завершували роботу над In Rainbows, компанію EMI придбала приватна інвестиційна фірма Terra Firma за 6,4 мільярда доларів США, а новим генеральним директором став Ґай Хендс. Керівники, включно з Кітом Возенкрофтом, який підписав контракт з Radiohead для EMI, регулярно відвідували студію гурту, сподіваючись укласти нову угоду. Вони були «спустошені», коли Radiohead повідомили, що не підписуватимуть контракт. О'Браєн пізніше сказав, що не усвідомлював важливості Radiohead для EMI: «Це, мабуть, звучить дуже наївно. Але не було людей, які казали: 'Ви такі важливі'. Ми були лише однією з груп у їхньому каталозі». За словами Імона Форде, автора книги The Final Days of EMI, Radiohead втратили віру в EMI і вважали, що нові власники призведуть до «кривавої бані». О'Браєн зазначив, що гурт вважав угоду з EMI можливою, і сказав: «Було дуже сумно покидати всіх людей, з якими ми працювали … Але Terra Firma не розуміє музичної індустрії».
Хендс вважав, що Radiohead скасували б свій план самостійного релізу лише за «справді велику» пропозицію, а представник EMI заявив, що гурт вимагав «надзвичайно велику суму грошей». Йорк і менеджмент Radiohead опублікували заяви, спростовуючи це, і сказали, що насправді вони прагнули отримати контроль над своїм попереднім каталогом записів, на що Хендс відмовив. Співменеджер Radiohead, Брайс Едж, зазначив, що гурт мав моральне право на свої альбоми. За словами Хендса, Radiohead хотіли отримати велику виплату разом із правами на свій каталог, який EMI «оцінювали ще вище». Він припустив, що мова йшла про «мільйони й мільйони». У відповідь на заяву Хендса Йорк сказав в інтерв'ю: «Це мене страшенно розлютило. Ми могли б подати на них до суду. Ідея про те, що ми вимагали такі великі гроші, — це перекручення правди до межі. Це була робота його PR-компанії проти нас, і я вам скажу: це зіпсувало мені Різдво».
За кілька днів після підписання Radiohead контракту з XL, EMI оголосила про випуск бокс-сету альбомів Radiohead, записаних до In Rainbows, який вийшов у той самий тиждень, що й спеціальне видання In Rainbows. Повідомляється, що гурт був розлючений через цей реліз, а оглядачі, зокрема з The Guardian, сприйняли це як акт помсти за відмову Radiohead підписати контракт з EMI. Хендс став на захист перевидання, назвавши це необхідними для збільшення доходів EMI, і зазначив: «У нас немає великої кількості причин бути доброзичливими [до Radiohead]». Бокс-сет рекламувався через Google Ads, із оголошенням, у якому помилково стверджувалося, що In Rainbows входить до набору. EMI видалила це оголошення, пояснивши це «помилкою в джерелі даних». Представник Radiohead заявив, що гурт визнав це щирою помилкою.

## Промо

### Веб-трансляції
Після випуску In Rainbows Radiohead провели дві веб-трансляції зі своєї студії в Оксфордширі: «Thumbs Down» у листопаді 2007 року та «Scotch Mist» у новорічну ніч. У США «Scotch Mist» також транслювався на Current TV. Трансляції включали виконання пісень з In Rainbows, кавери на композиції New Order, The Smiths і Б'єрк, вірші та відео, створені разом із коміком Адамом Бакстоном і режисером Гартом Дженнінгсом. Колін Ґрінвуд описав ці трансляції як спонтанні й вільні від обмежень, що дозволили уникнути тривалого традиційного процесу створення музичних відео.

### Сингли та музичні відео
Перший сингл із In Rainbows, «Jigsaw Falling into Place», вийшов у січні 2008 року, а за ним 31 березня — «Nude». Обидва супроводжувалися музичними відео, знятим Адамом Бакстоном і Гартом Дженнінгсом. Radiohead організували конкурси реміксів для «Nude» і «Reckoner», виклавши окремі стеми для придбання, а конкурсні роботи транслювали на своєму сайті. «Nude» дебютував на 37-му місці в Billboard Hot 100; завдяки продажам стем-файлів це був перший трек Radiohead у цьому чарті з часів «High and Dry» (1995) і перший хіт у топ-40 США з часу дебютного синглу «Creep» (1992). У липні Radiohead випустили відео для «House of Cards», створене за допомогою лідар-технології замість традиційних камер.
У березні 2008 року Radiohead організували конкурс разом із анімаційною компанією Aniboom, у межах якого учасники подавали ідеї для анімованих кліпів на пісні з альбому In Rainbows. Півфіналістів обирали лейбл TBD Records та програмний блок Cartoon Network — Adult Swim. Не зумівши обрати лише одного переможця, Radiohead вирішили нагородити чотирьох півфіналістів повною призовою сумою по 10 000 доларів кожному. Вони створили кліпи на пісні «15 Step», «Weird Fishes», «Reckoner» та «Videotape». Музичне відео до пісні «All I Need» вперше було показано на MTV 1 травня. Його створили спільно з ініціативою MTV EXIT, яка спрямована на підвищення обізнаності про проблему торгівлі людьми та сучасного рабства. У кліпі зображено день із життя двох дітей: хлопчика зі заможного району на Заході та хлопчика зі Сходу, змушеного працювати на виробництві в жахливих умовах, створюючи взуття, яке згодом носить його західний ровесник.

### Живі виступи

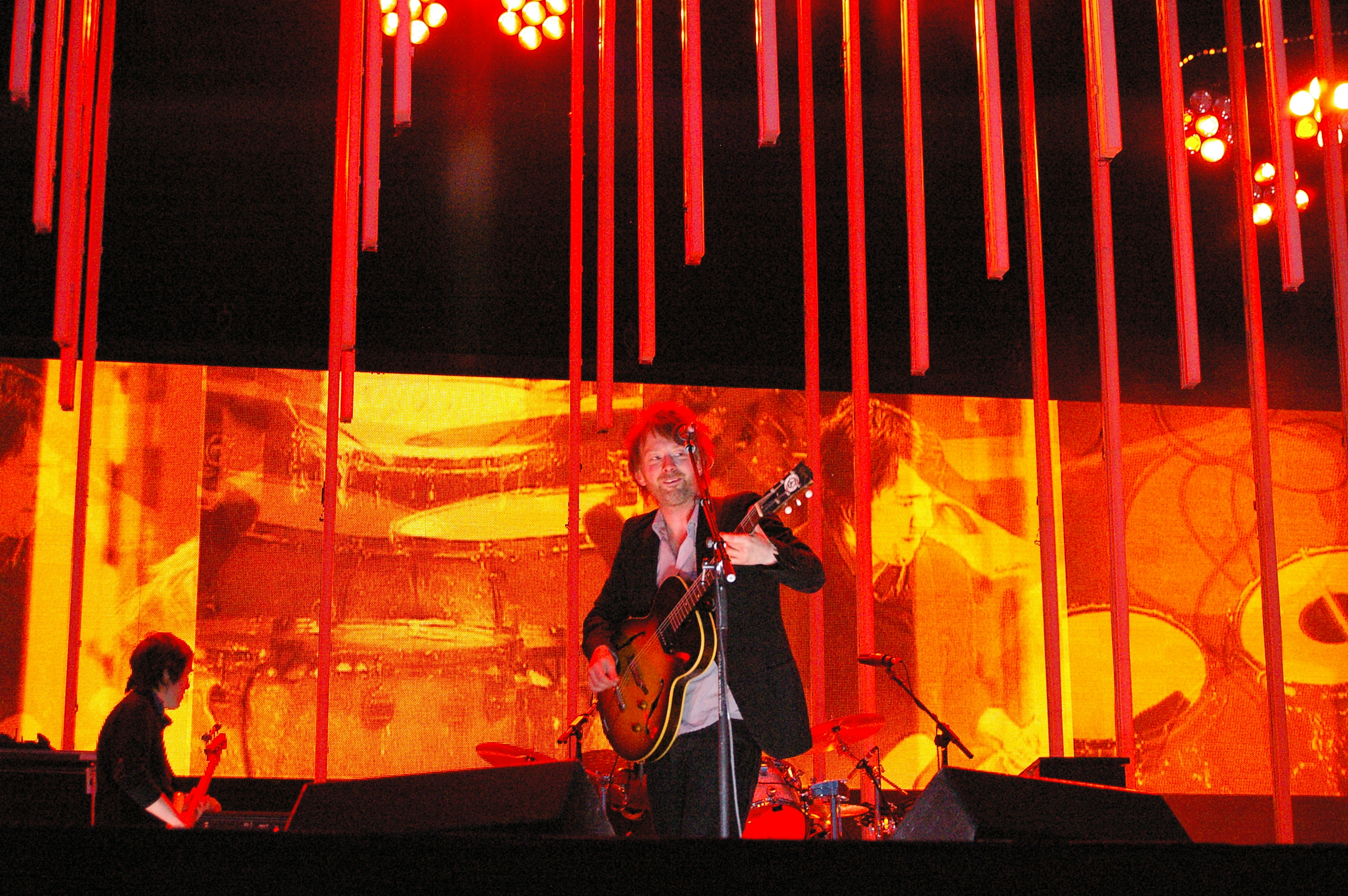
Radiohead під час виступу на фестивалі Main Square 2008 року в Аррасі, Франція

16 січня 2008 року несподіваний виступ Radiohead у лондонському музичному магазині Rough Trade East був перенесений до сусіднього клубу через побоювання поліції щодо безпеки. Radiohead гастролювали Північною Америкою, Європою, Південною Америкою та Японією з травня 2008 року до березня 2009 року. Щоб зменшити викиди вуглецю, гурт замовив дослідження в екологічної організації Best Foot Forward. Відповідно до результатів, Radiohead виступали в амфітеатрах замість менших майданчиків і надавали перевагу центрам міст, щоб зменшити залежність глядачів від авіаперельотів. На сцені вони також використовували вуглецево-нейтральний «ліс» зі світлодіодів.
Radiohead записали живе відео In Rainbows – From the Basement, яке транслювалося на VH1 у травні 2008 року. У лютому 2009 року Йорк і Джонні Ґрінвуд виконали «15 Step» разом із оркестром Marching Band Університету Південної Каліфорнії на 51-й церемонії вручення премії Ґреммі.

## Продажі

### Цифрові
На початку жовтня 2007 року, представник Radiohead повідомив, що більшість осіб, які завантажили In Rainbows, заплатили «звичайну роздрібну ціну» за цифрову версію альбому, і що більшість фанатів попередньо замовили обмежене видання. За інформацією джерела, близького до гурту, Gigwise повідомили, що In Rainbows продали 1,2 мільйона цифрових копій до його офіційного релізу; це було відкинуто співменеджером Radiohead Брайсом Еджем як «перебільшення».
Згідно з дослідженням, опублікованим у листопаді 2007 року маркетинговою компанією Comscore, завантажувачі платили в середньому $2.26 за завантаження по всьому світу, і 62 % завантажувачів не заплатили нічого. Серед тих, хто заплатив, середня сума становила $6 по всьому світу, при цьому 12 % платили від $8 до $12, що наближалося до типової вартості альбому на iTunes. Radiohead відхилили цей звіт як «повністю неточний», але зазначили, що результати були хорошими. Інше опитування, проведене галузевою організацією Record of the Day, показало, що 28,5 % тих, хто завантажив альбом, не заплатили нічого або заплатили £0.01, а середня ціна за завантаження становила £3.88. У грудні 2007 року Йорк сказав, що Radiohead заробили більше на цифрових продажах In Rainbows, ніж на цифрових продажах усіх попередніх альбомів разом.
У жовтні 2008 року, через рік після випуску альбому, Warner Chappell повідомила, що, хоча більшість людей не платили за завантаження, продажі In Rainbows до релізу були більш прибутковими, ніж загальні продажі Hail to the Thief, а обмежене видання продано 100 000 копій. У 2009 році Wired повідомив, що Radiohead заробили «миттєво» £3 мільйони на альбомі. Pitchfork розглянув це як доказ того, що завдяки своїм фанатам «Radiohead могли випустити альбом на найсекретніших умовах, фактично безкоштовно, і все одно стати неймовірно успішними, навіть коли прибутки індустрії продовжували падати.»

### Роздріб
Оскільки inrainbows.com не є зареєстрованим рітейлером для чартів, продажі завантажень та обмеженого видання In Rainbows не були враховані в UK Albums Chart. Під час свого офіційного релізу альбом досяг першої сходинки у UK Albums Chart, продавши 44 602 копії за перший тиждень. У США, після того як деякі магазини порушили угоди про дату релізу, альбом потрапив на 156-у позицію в Billboard 200. Однак, після офіційного релізу, він став 10-м незалежно розповсюдженим альбомом, який досягнув першої сходинки в Billboard 200, продавши 122 000 копій. У жовтні 2008 року Warner Chappell повідомила, що In Rainbows продали три мільйони копій по всьому світу з моменту його офіційного релізу, з яких 1,75 мільйона — фізичні продажі. Він став найпродаванішим вініловим альбомом 2008 року.

## Критична оцінка
На агрегаторі рецензій Metacritic In Rainbows отримав оцінку 88 з 100 на основі 42 рецензій, що вказує на «загальне визнання». Критик The Guardian Алексіс Петрідіс похвалив виступ Radiohead у студії та зазначив, що вони звучать так, ніби насолоджуються процесом. Джонатан Коен з Billboard відзначив, що альбом не став жертвою маркетингового ажіотажу. Енді Келлмен з AllMusic написав, що In Rainbows «сподівається бути запам'ятованим як найбільш стимулюючий синтез доступних пісень та абстрактних звуків Radiohead, а не їх перший альбом з вибором ціни».
NME описав In Rainbows як «Radiohead, які знову знаходять зв'язок зі своїми людськими сторонами, усвідомлюючи, що можна обійняти поп-мелодії та справжні інструменти, залишаючись при цьому як параноїдальні андроїди… Це справді інший світ музики.» Вілл Гермес, пишучи для Entertainment Weekly, назвав In Rainbows «найніжнішим і найкрасивішим альбомом Radiohead» і зазначив, що він «використовує весь музичний та емоційний спектр для створення захоплюючої краси». Роб Шеффілд з Rolling Stone похвалив «яскраво взаємодіючі звукові акценти» і зробив висновок: «Немає марних моментів, немає слабких треків: тільки найкраще від Radiohead.»
Джон Долан з Blender назвав In Rainbows «набагато більш задумливим і рефлексивним» порівняно з Hail to the Thief, написавши, що альбом «формулює розкішний, сенсуалізований ідеал із невизначеного, нашарованого дискомфорту». Мікаель Вуд із Spin відчув, що альбом «досягає успіху, оскільки вся ця холодна, клінічна лабораторна робота не усунула тепла з їхньої музики», в той час як Марк Питлік з Pitchfork написав, що це більш «людський» альбом, який «представляє звук Radiohead, що повертається на землю». Pitchfork дозволив читачам вводити власну оцінку альбому, посилаючись на модель плати, скільки хочеш". Роберт Крістгау, пишучи для MSN Music, дав In Rainbows дві зірки і почесну відзнаку, зазначивши, що альбом «більш джемовий, менш пісенний і менш Йорковий, що є добре». The Wire був більш критичним, виявивши «відчуття групи, яка велично маркує час, ухиляючись… від будь-якої грандіозної, риторичної, контркультурної мети».
У 2011 році The Rolling Stone Album Guide описав In Rainbows як «найбільш експансивний і спокусливий альбом Radiohead, можливо, їхній найвищий досягнутий рівень». У 2023 році Селвей заявив, що це його улюблений альбом Radiohead. Він сказав, що альбом поєднав «усе, чого ми навчалися протягом двох десятиліть, і, здається, це сталося досить чітко… Це звучить як гурт, який навчився грати на своїх інструментах разом, але вистачило часу, щоб досягти нового рівня гри».

### Відзнаки
In Rainbows був визнаний одним із найкращих альбомів 2007 року багатьма музичними виданнями. Він посів перше місце в рейтингах Billboard, Mojo і PopMatters, третє місце в NME та The A.V. Club, четверте — в Pitchfork і Q, шосте — в Rolling Stone та Spin. Крім того, він був визнаний одним із найкращих альбомів десятиліття за версією NME, Paste, Rolling Stone, the Guardian, та Newsweek.
In Rainbows був номінований на шорт-лист Mercury Prize 2008 року, і виграв Ґреммі в категоріях «Найкращий альтернативний музичний альбом» та «Найкраща упаковка для бокс-сету або спеціального видання» на 51-й щорічній церемонії. Альбом також був номінований на Ґреммі в категоріях «Альбом року» та «Продюсер року (не класична музика)» (Найджел Ґодріч), а пісня «House of Cards» була номінована на «Найкраще рок-виконання дуетом або групою з вокалом», «Найкращу рок-пісню» та «Найкраще музичне відео».
In Rainbows був включений до книги 1001 альбом, які ви повинні почути, перш ніж померти 2005 року. Rolling Stone включив його до списку 500 найкращих альбомів усіх часів на 336-му місце в 2012 році та на 387-е місце в 2020 році. У 2019 році The Guardian помістив In Rainbows на 11-ту сходинку найкращих альбомів XXI століття. У 2011 році NME визнало пісню 'Reckoner' однією зі 150 найкращих за останні 15 років, поставивши її на 93-ю позицію, а Pitchfork поставив її на 254-те місце серед найкращих пісень десятиліття. У 2020 році Rolling Stone визнав In Rainbows одним з 40 найвпливовіших альбомів завдяки його моделі «плати, скільки хочеш», яка вплинула на таких виконавців, як Бейонсе та U2. У 2021 році він посів 4 місце серед інших альбомів за останні 25 років, за результатами голосування читачів Pitchfork.

## Трек-лист
Автор музики і слів Radiohead. 
| #     | Назва                       | Тривалість |
| ----- | --------------------------- | ---------- |
| 1.    | «15 Step»                   | 3:58       |
| 2.    | «Bodysnatchers»             | 4:02       |
| 3.    | «Nude»                      | 4:15       |
| 4.    | «Weird Fishes/Arpeggi»      | 5:18       |
| 5.    | «All I Need»                | 3:49       |
| 6.    | «Faust Arp»                 | 2:10       |
| 7.    | «Reckoner»                  | 4:50       |
| 8.    | «House of Cards»            | 5:28       |
| 9.    | «Jigsaw Falling into Place» | 4:09       |
| 10.   | «Videotape»                 | 4:40       |
| 42:39 |                             |            |

## In Rainbows Disk 2
Спеціальне видання In Rainbows включає другий диск, In Rainbows Disk 2, який містить вісім додаткових треків. Йорк сказав, що вважає, що Disk 2 містить деякі з найкращих робіт Radiohead, такі як «Down Is the New Up», але ці пісні не підходили для основного альбому. У 2009 році Radiohead зробили Disk 2 доступним для покупки як завантаження на своєму сайті. У жовтні 2016 року він був випущений на цифрових платформах.

### Музика
Stereogum охарактеризував Disk 2 як більш меланхолійний і «баладний» порівняно з першим диском, з більшою кількістю піаніно та меншою кількістю гітари. Інструментальна композиція «MK 1» розвиває акорди з «Videotape». «Down Is the New Up» — це «похмурий» піано-гімн з «фанковим» фальцетом, «мерехтливими атмосферними ефектами» та оркестровими підйомами. «Go Slowly» — напружена, «примарна» пісня з гітарами, дзвіночками і синтезаторами. «MK 2» — синтезаторна інструментальна композиція. «Up on the Ladder» містить синтезатори і «скручений», «фанкоподібний» гітарний риф. «Last Flowers» має «скорботний» вокал, фортепіанні арпеджіо та акустичну гітару. «Bangers and Mash» — це «швидка фрік-рок пісня» з «різкою» гітарою, а «4 Minute Warning» — «спокійний» трек з дроновим ембієнтним вступом.

### Відгуки критиків
Кріс Дален у Pitchfork написав, що «менш талановитий гурт, можливо, запхав би сюди кілька бутлегів і демо-версій, але коли Radiohead щось додають до диска, вони хочуть, щоб це мало значення». Однак він критикував вокал Йорка: «Цинічний/відчужений настрій, у який він заглиблюється, має стійкість зубного болю… Йорк звучить не як постмілленіальний пророк чи незвичайний емпат, а скоріше як буркотун». У Rolling Stone Девід Фріке написав, що «якщо ви купили делюкс-видання In Rainbows лише заради залишкових сесій, то ви не отримали своїх вісімдесяти доларів вартості», але визнав, що ці пісні «заслужили бути записаними». Stereogum написав, що найбільш вражаючим у Disk 2 є «те, як усе це здається таким беззусильним».

### Трек-лист
Автор музики і слів Radiohead. 
| #     | Назва                | Тривалість |
| ----- | -------------------- | ---------- |
| 1.    | «MK 1»               | 1:03       |
| 2.    | «Down Is the New Up» | 4:59       |
| 3.    | «Go Slowly»          | 3:48       |
| 4.    | «MK 2»               | 0:53       |
| 5.    | «Last Flowers»       | 4:26       |
| 6.    | «Up on the Ladder»   | 4:17       |
| 7.    | «Bangers + Mash»     | 3:19       |
| 8.    | «4 Minute Warning»   | 4:04       |
| 26:49 |                      |            |

## Персоналії
Radiohead
- Колін Грінвуд
- Джонні Грінвуд
- Ед О'Браєн
- Філ Селвей
- Том Йорк

Сесійні музиканти
- The Millennia Ensemble – струнні
  - Евертон Нельсон — керівник
  - Саллі Герберт — диригент
- Matrix Music School children's choir – хор на «15 Step»

Продакшн
- Найджел Ґодріч – продюсування, зведення, звукоінженер
- Річард Вудкрафт – звукоінженер
- Х'юго Ніколсон – звукоінженер
- Ден Греч-Маргера – звукоінженер
- Грем Стюарт – пре-продакшн
- Боб Людвіг – мастерінг

Дизайн
- Стенлі Донвуд
- Dr Tchock

## Чарти
| Чарт (2007—2008)                                     | Пікова позиція |
| ---------------------------------------------------- | -------------- |
| Австралія Australian Albums (ARIA)                   | 2              |
| Австрія Austrian Albums (Ö3 Austria)                 | 12             |
| Бельгія Belgian Albums (Ultratop Flanders)           | 2              |
| Бельгія Belgian Albums (Ultratop Wallonia)           | 5              |
| Канада Canadian Albums (Billboard)                   | 1              |
| Данія Danish Albums (Hitlisten)                      | 7              |
| Нідерланди Dutch Albums (MegaCharts)                 | 7              |
| Фінляндія Finnish Albums (Suomen virallinen lista)   | 2              |
| Франція French Albums (SNEP)                         | 1              |
| Німеччина German Albums (Offizielle Top 100)         | 8              |
| Ірландія Irish Albums (IRMA)                         | 1              |
| Італія Italian Albums (FIMI)                         | 7              |
| Japanese Albums (Oricon)                             | 11             |
| Mexican Albums (Top 100 Mexico)                      | 50             |
| Нова Зеландія New Zealand Albums (Recorded Music NZ) | 2              |
| Норвегія Norwegian Albums (VG-lista)                 | 6              |
| Польща Polish Albums (ZPAV)                          | 7              |
| Шотландія Scottish Albums (OCC)                      | 2              |
| Іспанія Spanish Albums (PROMUSICAE)                  | 19             |
| Швеція Swedish Albums (Sverigetopplistan)            | 6              |
| Швейцарія Swiss Albums (Schweizer Hitparade)         | 2              |
| Велика Британія UK Albums (OCC)                      | 1              |
| США Billboard 200                                    | 1              |
| США Top Alternative Albums (Billboard)               | 1              |
| США Independent Albums (Billboard)                   | 1              |
| США Top Rock Albums (Billboard)                      | 1              |

| Чарт (2024)                        | Пікова позиція |
| ---------------------------------- | -------------- |
| Lithuanian Albums (AGATA)          | 98             |
| Португалія Portuguese Albums (AFP) | 168            |
| UK Albums (OCC)                    | 98             |

| Чарт (2007)                           | Позиція |
| ------------------------------------- | ------- |
| US Top Alternative Albums (Billboard) | 14      |

| Чарт (2008)                           | Позиція |
| ------------------------------------- | ------- |
| Australian Albums (ARIA)              | 85      |
| Belgian Albums (Ultratop Flanders)    | 20      |
| Belgian Albums (Ultratop Wallonia)    | 55      |
| Dutch Albums (Album Top 100)          | 61      |
| French Albums (SNEP)                  | 61      |
| Italian Albums (FIMI)                 | 50      |
| Swiss Albums (Schweizer Hitparade)    | 79      |
| UK Albums (OCC)                       | 76      |
| US Billboard 200                      | 60      |
| US Top Alternative Albums (Billboard) | 14      |
| US Independent Albums (Billboard)     | 4       |
| US Top Rock Albums (Billboard)        | 19      |

| Чарт (2009)                       | Позиція |
| --------------------------------- | ------- |
| US Independent Albums (Billboard) | 33      |

| Чарт (2024)                        | Позиція |
| ---------------------------------- | ------- |
| Belgian Albums (Ultratop Flanders) | 198     |

## Сертифікації та продажі
| Регіон | Сертифікація | Продажі              |
| --- | ------------ | -------------------- |
| Австралія (ARIA) | Золотий      | 35 000^              |
| Бельгія (BEA) | Золотий      | 15 000*              |
| Канада (Music Canada) | Платиновий   | 100 000^             |
| Данія (IFPI Denmark) | Золотий      | 10 000               |
| Італія (FIMI) | Золотий      | 25 000               |
| Японія (RIAJ) | Золотий      | 100 000^             |
| Велика Британія (BPI) | Платиновий   | 300 000              |
| США (RIAA) | Золотий      | 500,000^ / 1,020,000 |
| Підсумки |              |                      |
| Європа | —            | 500,000              |
| Worldwide | —            | 3,000,000            |
| *продажі, що базуються лише на сертифікаціях · ^відвантаження, що базуються лише на сертифікаціях · продажі+прослуховування, що базуються лише на сертифікаціях |              |                      |